# Sukoanyar (Kesamben)
Sukoanyar is een bestuurslaag in het regentschap Blitar van de provincie Oost-Java, Indonesië. Sukoanyar telt 1210 inwoners (volkstelling 2010).